# آلکس آلوز (بازیکن فوتبال، زاده ۱۹۷۵)
آلکساندرو آلوز فریرا (به پرتغالی: Alexandro Alves Ferreira) مهاجم اهل برزیل است که در شهر باربوسا فراز، پارانا، برزیل و در تاریخ ۳ ژوئیهٔ ۱۹۷۵ به دنیا آمده‌است.
آلکساندرو آلوز فریرا در تیم‌های فوتبال یوونتوس برزیل سابقهٔ حضور دارد.